# فونارية
الفونارية (الاسم العلمي: Funariaceae) هي فصيلة من النباتات تتبع رتبة الفوناريات من طائفة الحزازيات الحقيقية.

## التصنيف
- الفوناراوات
  - الفونار